# Tarsila do Amaral

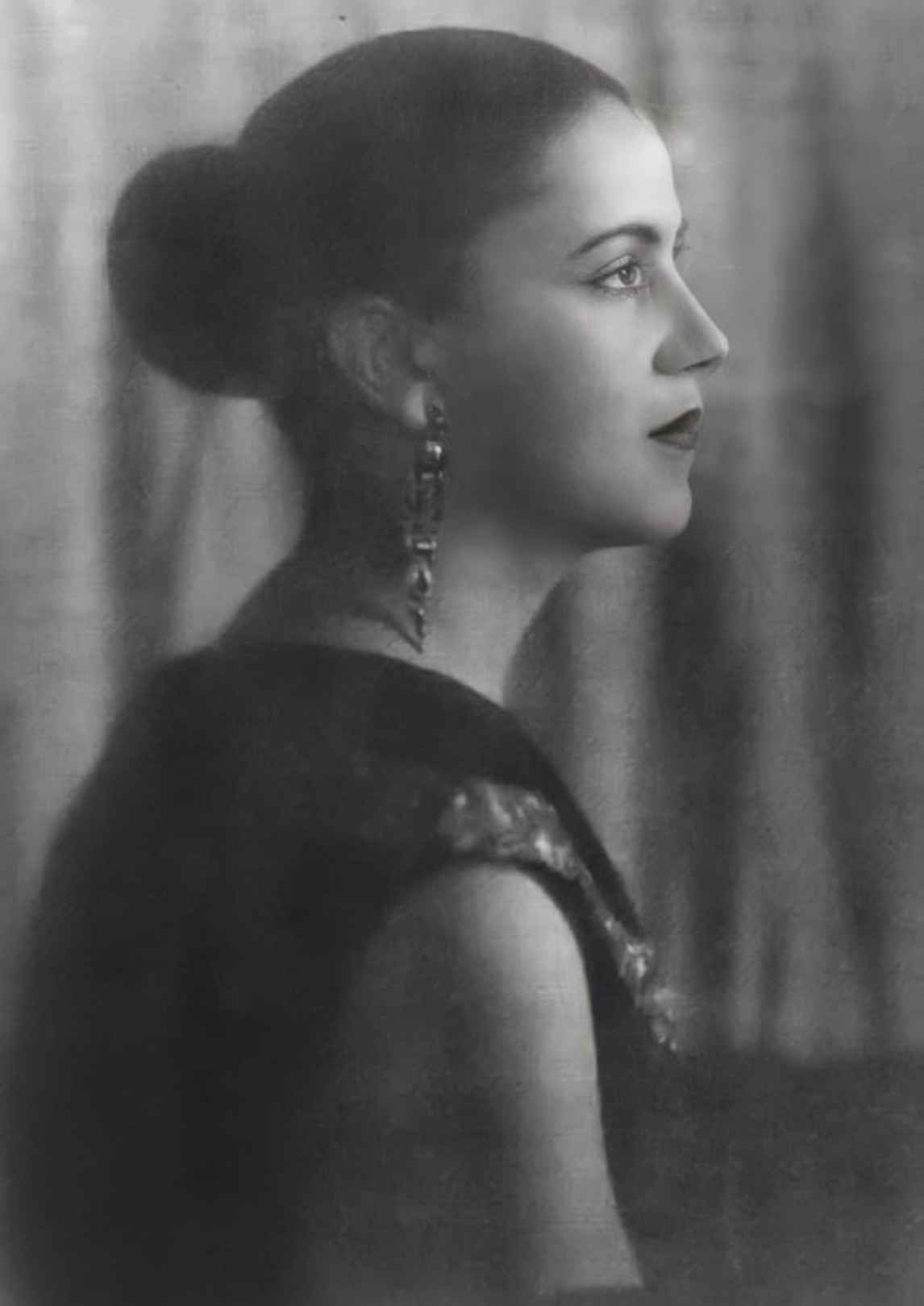
Tarsila do Amaral (um 1925)

Tarsila do Amaral (* 1. September 1886 in Fazenda São Bernardo, Capivari, Bundesstaat São Paulo; † 17. Januar 1973 in São Paulo) war eine brasilianische Malerin und Mitbegründerin der Anthropophagie-Bewegung. Sie war Mitglied der Künstlergruppe Grupo dos Cinco („Gruppe der Fünf“) und wird daher als eine der einflussreichsten Künstlerinnen für moderne Kunst in Brasilien gesehen.

## Leben

### Frühes Leben und Bildung
Tarsila do Amaral wurde als Tochter von José Estanislau do Amaral Filho und Lydia Dias de Aguiar do Amaral in Capivari geboren, einer kleinen Stadt im Bundesstaat São Paulo. Sie stammt aus einer wohlhabenden Familie von Bauern und Landbesitzern, die Kaffee anbauten und eine Vorliebe für Frankreich hatten. Sie wurde zwei Jahre vor der Abschaffung der Sklaverei in Brasilien geboren. In dieser Zeit wurden vor allem Frauen aus wohlhabenden Familien nicht dazu ermutigt höhere Bildung anzustreben. Ihre Familie unterstützte sie jedoch dabei. Bereits als Teenager reiste sie das erste Mal nach Europa. In São Paulo besuchte sie das Colégio Sion und später das Colégio Sacré-Coeur in Barcelona. Dort zog sie mit Kopien von Zeichnungen und Gemälden, die sie im Archiv ihrer Schule sah, Aufmerksamkeit auf sich. Ihr Gemälde "Sagrado Coração de Jesus" (1904) stammt aus dieser Zeit. Nach ihrer Rückkehr nach Brasilien heiratete sie 1906 André Teixeira Pinto, ließ sich allerdings bereits kurze Zeit nach der Geburt ihrer Tochter Dulce von ihm scheiden. Ab 1918 hatte sie Privatunterricht bei dem Künstler Pedro Alexandrino Borges (1864–1942). Von 1920 bis 1922 besuchte Tasila do Amaral die Académie Julian in Paris, wo sie unter anderem mit Émile Renard, André Lhôte, Albert Gleizes und Fernand Léger studierte.

### Grupo dos Cinco
Als sie im Juni 1922 nach São Paulo zurückkehrte, lernte sie durch die befreundete Malerin Anita Malfatti, welche wie sie Schülerin Georg Fischer-Elpons’ war, den Schriftsteller Oswald de Andrade, den sie 1926 heiratete, seinen Freund und Autor Mário de Andrade sowie den Maler und Journalisten Menotti Del Picchia kennen, die in den folgenden Jahren die Grupo dos Cinco („Gruppe der Fünf“) bildete. Vier dieser Gruppe hatten im Februar 1922 die Semana de Arte Moderna („Woche der modernen Kunst“) in der Stadt mitorganisiert, die der Vorbote des Modernismus in Brasilien (Modernismo brasileiro) werden sollte.

### Anthropophagie-Bewegung
Eines ihrer berühmtesten Gemälde mit dem Titel Abaporu entstand 1928. Abaporu („Menschenfresser“) bedeutet in der Sprache der Tupí Anthropophage, nach der sich die Anthropophagie-Bewegung benannte. Das 85 cm × 73 cm große Gemälde wurde von dem argentinischen Sammler und Millionär Eduardo Costantini 1995 für 1,5 Mio. Dollar erstanden und befindet sich zurzeit im Museu de arte latino-americana in Buenos Aires (MALBA). Es stellt eigentlich keinen Kannibalen, sondern einen plinischen Großfüßler dar.
Der europäischen Vorstellung von Primitivität ihr fremder Kulturen, verbunden mit der Zuschreibung des edlen Wilden entspricht mitunter das Bild des Kannibalismus. Als künstlerische Bewegung gegen den Eurozentrismus und für einen selbstbewussten Bezug sowohl auf die eigenen Traditionen als auch auf moderne europäische Stilrichtungen, griffen Tarsila do Amaral und die Movimento antropófago europäische Stereotypen und Zuschreibungen auf, um sie zu dekonstruieren.
In der heutigen postkolonialen Kritik gibt es recht deutliche Bezüge auf den Movimento antropófago. Luzenir Caixeta und Lucia Helena verweisen im Zusammenhang mit dem Movimento antropófago auch auf den brasilianischen Karneval in seinen dionysischen und kämpferischen Stil hin, dessen Hauptmerkmal die Kritik an der europäischen Dominanzkultur darstellt.
1929 zerstörte der US-Börsencrash das Vermögen von do Amarals Familie. Ein Jahr später war sie von ihrem Mann Andrade getrennt, und das Militär in Brasilien um Getúlio Vargas installierte eine neue Regierung. Weil sie sich für die kommunistische Idee interessierte – sie bereiste die Sowjetunion und hat auf einer Ausstellung in Moskau 1933 ihr an russische Propagandakunst angelehntes Werk „Arbeiter“ ausgestellt –, wurde sie von der Militärregierung zu einem Monat Gefängnis verurteilt.
Do Amaral starb am 17. Januar 1973 im Alter von 86 Jahren in São Paulo.

## Nach ihrem Tod
2007 wurde der Asteroid (4123) Tarsila nach ihr benannt.
2008 wurde ein Krater auf dem Merkur nach ihr benannt.
2016 reiste ihr Werk „Abaporu“ im Rahmen der Olympischen Sommerspiele in Rio de Janeiro als nationale Trophäe vom Museo de Arte Latinoamericano de Buenos Aires in das Museu de Arte Moderna do Rio de Janeiro.
2017 wurde im Art Institute of Chicago die erste große Einzelausstellung über sie in den USA eröffnet, die von dort aus weiter in das Museum of Modern Art nach New York City zog.
2020 wurde mit dem Verkauf ihres Werkes „A Caipirinha“ aus dem Jahr 1923 für 57,5 Millionen Reais (ca. 9,3 Millionen Euro) ein neuer Rekord in der brasilianischen Kunstwelt aufgestellt.